# Sinagoghe di Ancona
Le due sinagoghe di Ancona, quella levantina e quella italiana, sono alloggiate in un unico edificio in via Astagno, nel cuore dell'antico ghetto.

## Storia
La storia ebraica in Ancona ha inizio prima dell'anno 1000; di questo sono testimonianza non solo l'antico ghetto del colle Astagno e lo storico Campo degli Ebrei, ma anche la storia delle sei sinagoghe che si sono susseguite nel corso dei secoli, tre di rito levantino e tre di rito italiano. Delle prime non si hanno molte notizie, sappiamo soltanto che quella italiana venne fatta demolire perché troppo vicina ad una chiesa cristiana, mentre quella levantina era situata al porto, accanto ad una moschea, a simboleggiare il carattere cosmopolita della repubblica marinara.
Delle altre sinagoghe, quella levantina, che si diceva fosse splendida e affacciata sul porto, fu demolita dalle truppe pontificie, mentre quella italiana fu distrutta durante il periodo fascista, nel corso dei lavori per l'apertura di Corso Stamira. La nuova unica struttura di via Astagno conserva gli interni pressappoco originari.

## Sinagoga levantina
Quella costruita nel 1876 è l'ultima sinagoga levantina costruita ad Ancona; la precedente fu fatta demolire dalle truppe pontificie nel 1860, proprio alla vigilia dell'unità d'Italia. La facciata, stretta fra gli altri palazzi, presenta cinque alte finestre vetrate ad arco.  L'interno conserva la tevà e l'imponente aron. Questo, recuperato prima della distruzione della precedente sinagoga, è in legno e stucco ed appare monumentale, dando l'idea della grandiosità dell'edificio da cui proviene. Una grande corona dorata sormonta l'aron e le dieci colonne in finto marmo e legno dipinto che lo fiancheggiano; queste sono a loro volta sormontate da capitelli corinzi anch'essi dorati. Le ante che chiudono l'arca sono d'argento sbalzato, di gusto spagnolo e non comune nelle sinagoghe italiane. Alla fine del XX inizio XXI secolo la Sinagoga  è stato oggetto di un profondo ed attento restauro: tra le ditte esecutrici la De Feo Antonio Restauri di Roma una delle più apprezzate realtà italiane nel restauro di beni culturali.

## Sinagoga italiana
Nello stesso edificio, dal 1932, c'è anche la sinagoga di rito italiano. Gli arredi cinquecenteschi furono trasferiti nella sala sottostante la sinagoga levantina subito dopo la demolizione della sinagoga, operata in epoca fascista nell'ambito degli sventramenti necessari all'apertura del nuovo corso Stamira.
Nello stesso edificio è situato anche un miqwè, mentre un terrazzo, accessibile dalla scala che conduce al matroneo, offre lo spazio scoperto per allestire la sukkà. All'interno, di tipo bipolare, si trova il baldacchino della tevà che è posto tra le due porte di ingresso. L'aron, sovrastato da un timpano di ispirazione classica, è impreziosito da ante in argento scolpito a motivi floreali e con le Tavole della Legge. Lo fiancheggiano due colonne tortili decorate con larghe foglie dorate; altre colonne sui lati, creano un effetto di profondità. Sono fatte in legno e stucco, completamente dorate con i capitelli compositi. Su tutto domina un grande candelabro a sette bracci, la menorah.

## Curiosità
Anche se ormai la Comunità ebraica di Ancona, nel XVI secolo seconda solo a quella di Roma, è considerata di piccole dimensioni, la città è stata capofila della VI giornata Europea della cultura ebraica.
La città di Ancona ha in progetto di migliorare e terminare il recupero dell'area del Campo degli ebrei, considerata di enorme valore storico monumentale e già trasformata in un vero e proprio museo a cielo aperto.